# Manduca bergarmatipes
Manduca bergarmatipes is een vlinder uit de familie van de pijlstaarten (Sphingidae). De wetenschappelijke naam van de soort werd in 1927 gepubliceerd door Benjamin Preston Clark.